# 川向瑛
川向 瑛（かわむこう えい、1995年〈平成7年〉1月9日 - ）は、ジャパンラグビーリーグワンNTTドコモレッドハリケーンズ大阪に所属するラグビー選手。

## プロフィール
- 鹿児島県出身[1]。
- ポジションはスタンドオフ(SO)、センター(CTB)。
- 身長 173 cm、体重 82 kg
- 関東大学ラグビーリーグ戦代表に選ばれたことがある[2]。

## 略歴
ラグビーは小学校1年から始めた。
2013年、鹿児島実業高校卒業後、大東文化大学に入学する。
2016年、大東文化大学ラグビー部の主将に就任した。
2017年、大東文化大学卒業後、クボタスピアーズ(現・クボタスピアーズ船橋・東京ベイ)に加入。同年10月21日に行われたジャパンラグビートップリーグ第9節のヤマハ発動機ジュビロ戦に途中出場で公式戦初出場を果たす。
2020年、NTTドコモレッドハリケーンズ(現・NTTドコモレッドハリケーンズ大阪)に加入。